# Brigitte Merlano
Brigitte María Merlano Pájaro (* 29. April 1982 in Barranquilla) ist eine ehemalige kolumbianische Hürdenläuferin, die sich auf die 100-Meter-Distanz spezialisiert hat. Über diese Distanz ist sie aktuell Inhaberin des Landesrekordes und wurde in den Jahren 2007, 2009 und 2011 Südamerikameisterin.

## Sportliche Laufbahn
Erste internationale Meisterschaftserfahrungen sammelte Brigitte Merlano vermutlich im Jahr 2001, als sie bei den Juniorensüdamerikameisterschaften in Santa Fe in 14,87 s den vierten Platz belegte. Anschließend gewann sie bei den Panamerikanischen Juniorenmeisterschaften ebendort in 14,65 s die Silbermedaille. 2003 belegte sie bei den Südamerikameisterschaften in Barquisimeto in 14,38 s den sechsten Platz und im Jahr darauf siegte sie in 13,57 s bei den U23-Südamerikameisterschaften ebendort, ehe sie bei den Ibero-Amerikanischen Meisterschaften in Huelva in 13,77 s den vierten Platz belegte. 2005 gewann sie bei den Südamerikameisterschaften in Cali in 13,68 s die Bronzemedaille hinter der Brasilianerin Maíla Machado und ihrer Landsfrau Princesa Oliveros. Anschließend siegte sie in 13,62 s bei den Juegos Bolivarianos in Armenia und im Jahr darauf belegte sie bei den Ibero-Amerikanischen Meisterschaften in Ponce in 13,52 s den vierten Platz. Anschließend gelangte sie bei den Zentralamerika- und Karibikspielen in Cartagena mit 13,86 s auf den siebten Platz und belegte dann bei den Südamerikameisterschaften in Tunja in 14,10 s den vierten Platz. 2007 siegte sie bei den Südamerikameisterschaften in São Paulo in 13,27 s über 100 m Hürden und belegte in 24,44 s den fünften Platz im 200-Meter-Lauf. Zudem gewann sie mit der kolumbianischen 4-mal-100-Meter-Staffel in 44,68 s gemeinsam mit Felipa Palacios, Mirtha Brock und Yomara Hinestroza die Silbermedaille hinter dem brasilianischen Team. Anschließend belegte sie bei den Panamerikanischen Spielen in Rio de Janeiro in 13,35 s den vierten Platz und ging mit der Staffel im Finale nicht an den Start. Im Jahr darauf gewann sie bei den Ibero-Amerikanischen Meisterschaften in Iquique in 13,60 s die Silbermedaille hinter der Chilenin Francisca Guzmán. Anschließend belegte sie bei den Zentralamerika- und Karibikmeisterschaften (CAC) in Cali in 13,22 s den fünften Platz.
2009 verteidigte sie bei den Südamerikameisterschaften in Lima in 13,22 s ihren Titel über 100 m Hürden und anschließend belegte sie bei den CAC-Meisterschaften in Havanna in 13,21 s den vierten Platz. Im August schied sie bei den Weltmeisterschaften in Berlin mit 13,23 s im Halbfinale aus und siegte dann in 13,35 s bei den Juegos Bolivarianos in Sucre im Hürdensprint sowie in 43,96 s in der 4-mal-100-Meter-Staffel. Im Jahr darauf gewann sie bei den Ibero-Amerikanischen Meisterschaften in San Fernando in 13,10 s die Silbermedaille hinter der Kubanerin Anay Tejeda und belegte dann bei den Zentralamerika- und Karibikspielen in Mayagüez in 13,21 s den vierten Platz. 2011 siegte sie bei den Südamerikameisterschaften in Buenos Aires in 13,07 s zum dritten Mal in Folge und gewann dann bei den CAC-Meisterschaften in Mayagüez in 12,89 s die Silbermedaille hinter der Jamaikanerin Vonette Dixon. Im September schied sie bei den Weltmeisterschaften in Daegu mit 13,21 s im Halbfinale aus und belegte dann bei den Panamerikanischen Spielen in Guadalajara in 13,10 s den vierten Platz. 2012 nahm sie an den Olympischen Sommerspielen in London teil und schied dort mit 13,21 s in der ersten Runde aus.
2013 gewann sie bei den Südamerikameisterschaften in Cartagena in 13,20 s die Silbermedaille über 100 m Hürden hinter ihrer Landsfrau Lina Flórez und anschließend schied dann bei den Weltmeisterschaften in Moskau mit 13,22 s im Halbfinale aus. Zudem gewann sie bei den Juegos Bolivarianos in Trujillo in 13,60 s die Bronzemedaille hinter ihrer Landsfrau Lina Flórez und Yvette Lewis. Im Jahr darauf gewann sie bei den Südamerikaspielen in Santiago de Chile in 13,30 s die Bronzemedaille hinter Lewis und Flórez. Anschließend belegte sie bei den Ibero-Amerikanischen Meisterschaften in São Paulo in 13,22 s den vierten Platz, ehe sie bei den Zentralamerika- und Karibikspielen in Xalapa in 13,19 s die Silbermedaille hinter ihrer Landsfrau Lina Flórez. 2015 gewann sie bei den Südamerikameisterschaften in Lima in 13,43 s die Silbermedaille hinter der Panamaerin Yvette Lewis und anschließend belegte sie bei den Panamerikanischen Spielen in Toronto in 13,24 s den sechsten Platz. Im Jahr darauf gewann sie bei den Ibero-Amerikanischen Meisterschaften in Rio de Janeiro in 13,06 s die Bronzemedaille hinter den Brasilianerinnen Fabiana Moraes und Maíla Machado, ehe sie bei den Olympischen Sommerspielen ebendort mit 13,09 s in der ersten Runde ausschied. 2018 belegte sie bei den Südamerikaspielen in Barranquilla in 13,57 s den fünften Platz und gelangte dann bei den Zentralamerika- und Karibikspielen in Barranquilla mit 13,24 s ebenfalls auf Rang fünf. Daraufhin beendete sie ihre aktive sportliche Karriere im Alter von 36 Jahren.
In den Jahren 2007 und 2009 sowie 2011, 2013, 2014 und 2017 wurde Merlano kolumbianische Meisterin im 100-Meter-Hürdenlauf.

## Persönliche Bestzeiten
- 200 Meter: 24,08 s (−2,5 m/s), 11. April 2008 in Ponce
- 100 m Hürden: 12,89 s (+0,9 m/s), 17. Juli 2007 in Mayagüez (kolumbianischer Rekord)
  - 60 m Hürden (Halle): 8,24 s, 2. Februar 2008 in Houston (kolumbianischer Rekord)